# Rodney Fox
Rodney Winston Fox (9 de noviembre de 1940) es un ex-zambullista y un conservacionista ambiental australiano. Es más conocido por haber sobrevivido a un ataque de tiburón en 1963. Fox es una de las muchas víctimas de ataques causados por tiburones que han logrado sobrevivir.
En 2007 fue nominado para el Paseo de la Fama de Buceo Internacional, y dos años más tarde fue nominado al Premio del Indianapolis, que recibió en 2010.

## Ataque de tiburón
En 1961, el campeón de buceo australiano Rodney Fox fue atacado por un tiburón blanco, que le dejó al descubierto su estómago, pulmones y costillas, destrozando el brazo hasta el hueso. Pasó más de cuatro horas en el quirófano para conseguir reconstruir su cuerpo. Las fotos de sus heridas se han convertido en un icono clásico en la mitología de los ataques de los tiburones blancos a los seres humanos.